# Pa de ronyó

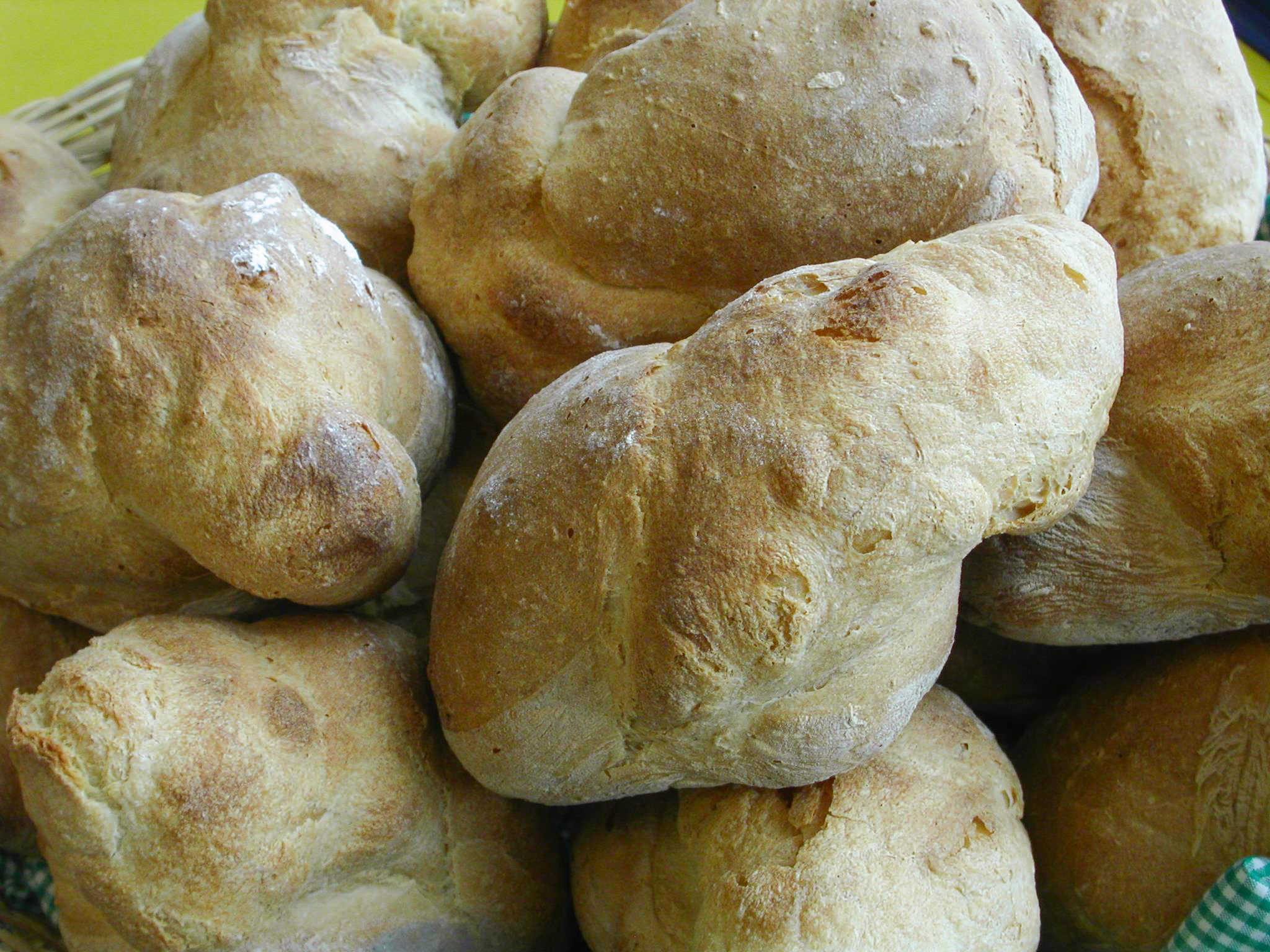
Pa de ronyó de les Borges Blanques

El pa petit o pa de ronyó és una varietat de pa, que es fa encara a la comarca de les Garrigues, en concret a les poblacions de Cervià i les Borges Blanques. L'ajuntament de les Borges n'impulsa la seva denominació d'Indicació Geogràfica Protegida (IGP).

## Característiques
Aquest pa és del tot artesanal, fet a mà amb un tipus especial de farina, sal, aigua i llevat. No conté cap altre additiu. És per això que pot aguantar fins a vuit dies sense perdre cap propietat. El pa de ronyó és també exclusiu i de producció limitada perquè només es pot fer en forns de llenya i es cou amb flama viva.

## Elaboració
La massa es pasta amb pastadora hidràulica, tota la resta del procés és manual. Un cop pastat i fermentat se li dona la forma de 'vienna' i es talla per la meitat fent reposar sobre el taulell la part tallada amb una lleugera enfarinada. Es posa al forn de llenya, on petites branques de pi o d'olivera cremen amb un foc força viu. Aquest foc permetrà el tancament del "ronyó". El forn, com hem dit, és l'anomenat tradicionalment "moruno", que conté en un lateral tota la llenya, que al cremar dona la temperatura adequada pel seu funcionament. D'aquesta forma assegura la flama necessària per a la cocció del pa. El forn ha de romandre tot el procés obert junt al tiratge, perquè el pa no es cremi pel damunt i quedi uniformement cuit per tots els costats. Un cop tret del forn comprovarem la seva textura, una molla molt esponjosa, allargada i d'ulls grossos i la crosta fina amb diverses protuberàncies.